# Завод «Юпитер» (Валдай)

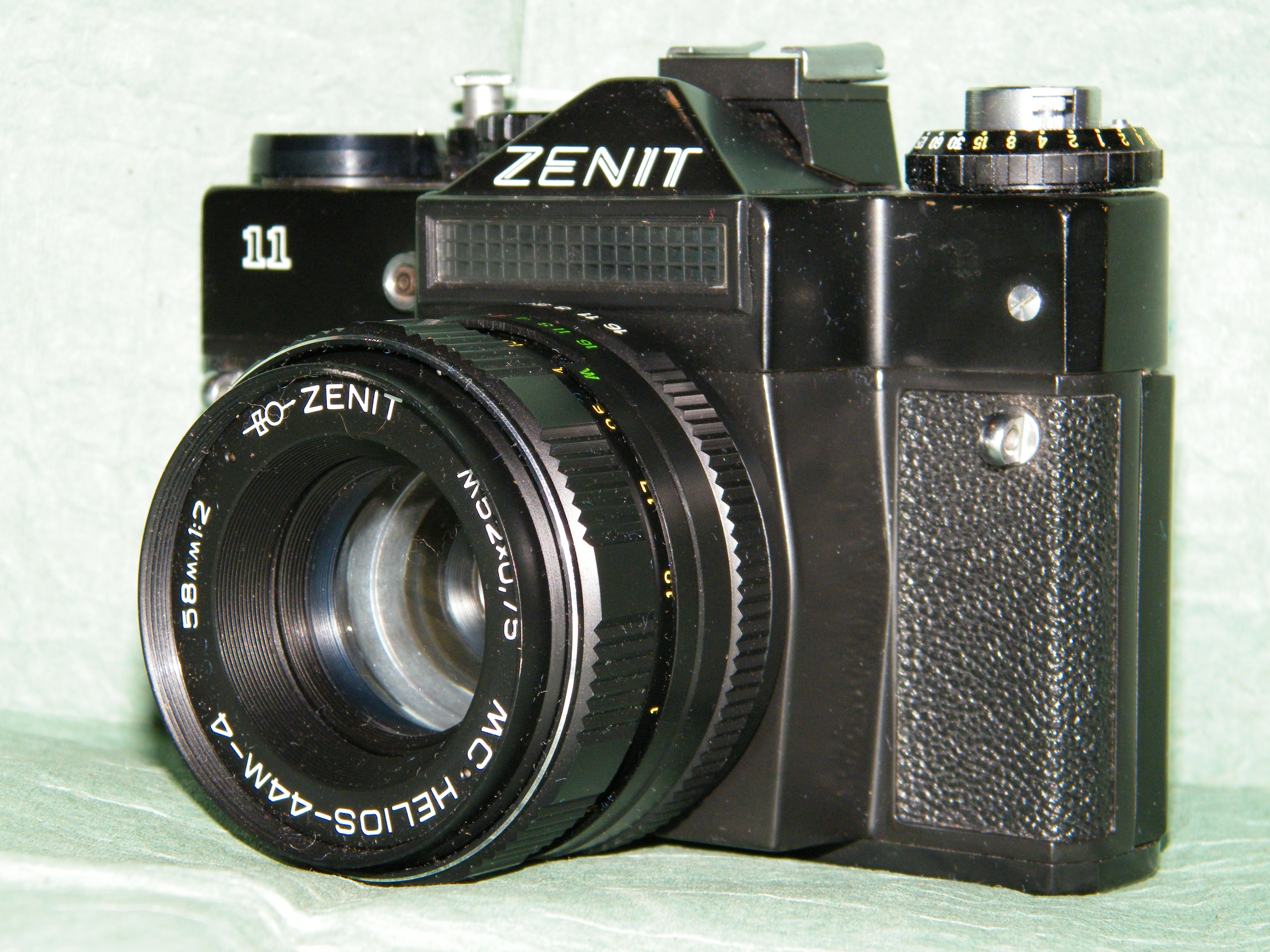
«Зенит-11» с объективом «МС Гелиос-44М-4» Валдайского завода «Юпитер»

ЗАО «Завод Юпитер» — крупное машиностроительное предприятие, расположенное в городе Валдае Новгородской области. Специализируется на выпуске оптических инструментов.

## История
Построен в 1973 году по распоряжению Министра оборонной промышленности Зверева для выпуска оптических приборов, и в том числе объективов серии «Гелиос-44».
С конца 1970-х годов производил различные фотографические объективы (например «Юпитер-3» и «Гелиос-44-2»).
В 1991 после распада СССР и прекращения действия госзаказа производственные мощности предприятия оказались не востребованы, хотя на предприятии остался квалифицированный технический персонал.
В 1999 году на открытом аукционе производственный комплекс завода был приобретён Санкт-Петербургским холдингом «ЛАНК».
В 2005 году произошла попытка рейдерского захвата завода претендентом на владение предприятием.
В 2013 году новый собственник оптико-механического завода «Юпитер» прекратил выпуск оптической продукции и сократил 185 человек.
В 2014 году Завод «Юпитер» в Новгородской области перешёл под контроль Лыткаринского завода оптического стекла. Как сообщает газета «Валдай», новый собственник выкупил 62 % территории и 72 % производственных площадей. Сохранилось название завода — ЗАО «Завод Юпитер» и главная специализация — производство оптических приборов и деталей к ним.

## Продукция
Производственная и научная база завода позволяет производить:
- Приборы ночного видения
- Плоские и выпукло-вогнутые линзы из оптического стекла, кремния и кварца диаметром 120 мм
- Фотообъективы
- Микрооптику
- Наносить одно- и двухслойные просветляющие покрытия и многослойные вакуумные покрытия